# CW-complex
In algebraïsche topologie, een deelgebied van de wiskunde, is een CW-complex een type topologische ruimte, die rond 1950  door J.H.C. Whitehead werd geïntroduceerd om te voorzien in de behoeften van de homotopietheorie. Deze klasse van ruimten is breder en heeft een aantal betere categorische eigenschappen dan simpliciale complexen, maar behoudt nog steeds een combinatorische aard, die het toelaat om berekeningen uit te voeren.